# Dejan Srzić
Dejan Srzić (in serbo Дејан Срзић?; 28 giugno 1960) è un allenatore di pallacanestro serbo.
È il padre di Joško Srzić, anche lui ex giocatore ed allenatore di pallacanestro.